# تارن (مترو باريس)
تارن (بالفرنسية: Ternes)‏ هي محطة مترو تابعة لمترو باريس تقع في فرنسا في الدائرة الثامنة في باريس.[بحاجة لمصدر]